# Пороховщиков, Сергей Александрович
Сергей Александрович Пороховщиков (1836—1888) — генерал-майор русской императорской армии, директор Сибирского кадетского корпуса.
Его брат — А. А. Пороховщиков — предприниматель, строитель, публицист, меценат, общественный деятель.

## Биография
Родился 16 (28) июля 1836 года в Москве в семье Александра Александровича Пороховщикова (1809—1894). Был крещён в Троицкой церкви Набилковской богадельне. 
Воспитывался в Орловском Бахтина кадетском корпусе, откуда был выпущен 18 июля 1851 года.
Штабс-капитан лейб-гвардии Семёновского полка.
В 1887—1888 годах генерал-майор С. А. Пороховщиков был директором Сибирского кадетского корпуса. В период его директорства в Корпусе учился юный Лавр Корнилов:

Несмотря на пробелы в образовании (3 класса приходской школы), трудолюбивый и способный Корнилов очень скоро становится одним из лучших учеников корпуса, а по итогам первого года обучения уже выходит в число лучших учеников. Его оценки по всем предметам колеблются от 10 до 12 баллов из 12 максимально возможных. Директор корпуса генерал Пороховщиков указывал в аттестации на юного кадета.

## Семья
Был женат на дочери генерала Петра Петровича Чайковского, Надежде (1841—?); венчались в Нарвском Преображенском соборе. Их дети:
- Пётр (1867—1954, США)
- Александр (1865—1938)
- Георгий (Юрий) (1873—1938, Франция)